# Karl-Ernst Sasse
Karl-Ernst Sasse (né le 5 décembre 1923 à Brême, mort le 12 novembre 2006 à Potsdam-Babelsberg) est un chef d'orchestre allemand, compositeur de musique de films de la RDA.

## Biographie
Karl-Ernst Sasse est le fils du chef d'orchestre et professeur de musique Ernst Sasse et de son épouse Herta, assistante chimiste. Ses parents le soutiennent dans son orientation artistique. À l'âge de sept ans, il reçoit des leçons privées et apprend très tôt à jouer de divers instruments de musique tels que le piano, la flûte, l'alto et le saxophone. À dix ans, il compose des morceaux et s'intéresse lui-même à la théorie de la musique.
Après son abitur en 1942, il entre dans la Wehrmacht puis dans la Luftwaffe, où il fonde un ensemble à Nordhausen puis l'orchestre de l'école de l'armée de l'air en Silésie.
Après la guerre, il entre en octobre 1945 au Conservatoire de Sondershausen où il apprend la direction d'orchestre, la composition, le piano, l'alto et le chant. En parallèle, il est répétiteur et chef de l'orchestre du théâtre puis est répétiteur et maître de chapelle au théâtre de Meiningen (de). En outre, il crée l'orchestre de Wernigerode, participe à des orchestres de chambre et symphoniques jusqu'au milieu des années 1950 comme celui de Halle.
Le 1er janvier 1959, Sasse prend la direction de l'orchestre symphonique de la DEFA et mettra en musique plus de 500 films dans tous les genres. Au début, il se contente d'enregistrer puis crée ses propres pièces à partir de 1967. Travaillant aussi pour la Deutscher Fernsehfunk, il est chef de l'orchestre symphonique de l'Orchestre d'État d'Halle (de). Il compose de la musique pour divers théâtres est-allemands à Potsdam, Brandebourg et Berlin. Il écrit aussi des chansons, des comédies musicales comme le ballet pour enfants Hase und Igel.
Après la dissolution de l'État communiste et de la société, il fait de nouvelles compositions musicales pour des films muets comme La Poupée, La Princesse aux huîtres, Le Golem, Les Trois Lumières ou Le Dernier des hommes.
En 1949, il épouse la soubrette Inge Burg.

## Filmographie sélective
- 1968 : Spur des Falken
- 1968 : Hauptmann Florian von der Mühle (de)
- 1969 : Les Loups blancs (Weiße Wölfe)
- 1969 : Seine Hoheit – Genosse Prinz (de)
- 1969 : Chemins vers Lénine (Unterwegs zu Lenin) de Günter Reisch
- 1970 : Signal, une aventure dans l'espace
- 1970 : Wir kaufen eine Feuerwehr (de)
- 1971 : Du und ich und Klein-Paris (de)
- 1972 : Der Dritte
- 1974 : Der nackte Mann auf dem Sportplatz
- 1974 : Kit & Co
- 1974 : Ulzana (de)
- 1974 : Les Affinités électives
- 1975 : Lotte in Weimar
- 1975 : Frères de sang (Blutsbrüder)
- 1976 : Dans la poussière des étoiles (Im Staub der Sterne)
- 1976 : Das Licht auf dem Galgen (de)
- 1979 : Für Mord kein Beweis (de)
- 1979 : Der Baulöwe (de)
- 1979 : Chiffriert an Chef – Ausfall Nr. 5 (de)
- 1980 : La Fiancée (Die Verlobte)
- 1980 : Gevatter Tod (de)
- 1982 : Der lange Ritt zur Schule (de)
- 1983 : Der Scout (de)
- 1983 : Automärchen (de)
- 1983 : Moritz in der Litfaßsäule (de)
- 1984 : Isabelle dans l'escalier
- 1985 : Weiße Wolke Carolin (de)
- 1989 : Zwei schräge Vögel (de)
- 1989 : Verflixtes Mißgeschick! (de)
- 1991 : Stein (de)
- 1992 : The Tigress
- 1999 : L'Einstein du sexe (Der Einstein des Sex)

Télévision
- 1971: Rottenknechte (de)
- 1978: Oh, diese Tante (de)
- 1978: Ursula (de)
- 1979: Hochzeit in Weltzow (de)
- 1980: Alma schafft alle (de)
- 1982-85: Sachsens Glanz und Preußens Gloria (de)
- 1983: Martin Luther
- 1986: Die Weihnachtsklempner (de)
- 1988: Präriejäger in Mexiko (de)
- 1989: Ich, Thomas Müntzer, Sichel Gottes (de)

Séries télévisées
- 1975: Polizeiruf 110: Ein Fall ohne Zeugen
- 1977: Gefährliche Fahndung
- 1979: Polizeiruf 110: Heidemarie Göbel
- 1980: Polizeiruf 110: In einer Sekunde
- 1981: Polizeiruf 110: Auftrag per Post
- 1986: Polizeiruf 110: Gier
- 1987: Polizeiruf 110: Unheil aus der Flasche
- 1988: Polizeiruf 110: Still wie die Nacht
- 1988: Polizeiruf 110: Flüssige Waffe
- 1989: Polizeiruf 110: Der Wahrheit verpflichtet
- 1990: Polizeiruf 110: Der Tod des Pelikan
- 1990: Polizeiruf 110: Warum ich …